# Nowa Wola (Ukraina)
Nowa Wola (ukr. Новa Воля) – wieś na Ukrainie, w obwodzie wołyńskim, w rejonie kowelskim. W 2001 roku liczyła 53 mieszkańców.
Przed II wojną światową miejscowość nosiła nazwę Boża Wola.
Do 2020 w rejonie starowyżewskim.